# Minarete de Jam

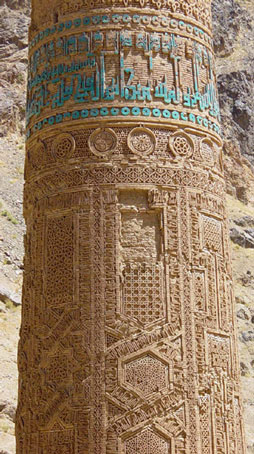
Decoración del minarete.

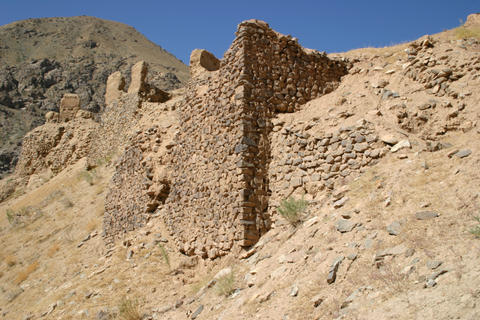
Ruinas de Qasr Zarafshan.

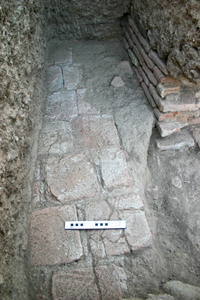
Pavimento y restos de muros encontrados junto al minarete.

El minarete de Jam es un alminar erigido en Afganistán occidental y es uno de los exponentes más notables del arte islámico oriental; fue declarado Patrimonio de la Humanidad por la Unesco junto con los restos arqueológicos que lo rodean. Se encuentra en una región remota y casi inaccesible del distrito de Shahrak, provincia de Ġawr, cerca del río Harirud.
Se trata, básicamente, de una columna de ladrillos bellamente compuesta de unos 65 metros de altura, construida entre los años 1163 y 1202. Está ubicada en el corazón de Afganistán, en un valle que alcanza los 2500 metros de altitud, aislado, alejado de la población más cercana, Monara, a unos 60 kilómetros al sur y a 599 kilómetros de Kabul, la capital afgana. 
La arquitectura y la decoración innovadoras del minarete de Jam desempeñaron un papel significativo en el desarrollo de las artes y de la arquitectura en el subcontinente indio y sus alrededores. El alminar y los vestigios arqueológicos asociados constituyen un testimonio excepcional de la pujanza y calidad de la civilización gurida, que dominó esta región entre los siglos XII y XIII. Representa el apogeo de una tradición artística propia de la región.
Fue erigido totalmente de ladrillos cocidos al horno y es famoso por su intrincada decoración de mosaicos esmaltados, estuco y ladrillo, que está formada por bandas alternantes de caligrafía cúfica y naskhi, pautas geométricas y versos del Corán. Desde 2002, el alminar está en la lista del patrimonio mundial en peligro, bajo seria amenaza de erosión, y no ha sido preservada activamente. En 2014, la BBC reportó que la torre estaba en peligro inminente de caída.

## Situación
El minarete de Jam se encuentra en el centro-oeste de Afganistán, provincia de Ġawr, distrito de Shahrak, cerca de la localidad de Jam, en la orilla meridional del río Hari en su confluencia con el río Jam, a 1900 metros de altitud, en un valle abrupto y remoto encajonado por imponentes montañas que alcanzan los 2400 metros. Sus coordenadas geográficas son: 34°23′47.6″N 64°30′57.8″E / 34.396556, 64.516056.
El alminar de Jam está ubicado probablemente en el lugar de la capital del imperio gúrida, Firozkoh.
El alminar circular se alza sobre una base octogonal; tiene dos balcones de madera y en lo alto una linterna. Su presentación formal tiene un sorprendente parecido con los minaretes de Ghazni construidos por Masud III. Se cree que fue una inspiración directa para el Qutab Minar en Delhi, India.
El alminar de Jam pertenece a un grupo de alrededor de sesenta minaretes y torres construidos entre los siglos XI y XIII en Asia central, Irán y Afganistán, incluyendo el minarete de Kutlug Timur en Kunya-Urgench (durante mucho tiempo considerado el más alto conservado). Se cree que los alminares se construyeron como símbolos de la victoria del Islam, mientras que otras torres son simplemente puntos de referencia o torres de vigilancia.
El paisaje arqueológico alrededor de Jam incluye los restos de un «palacio», fortificaciones, un horno de cerámica y un cementerio judío, y se ha sugerido que están los restos de la ciudad perdida de Montaña Turquesa. Análisis de los «agujeros de saqueadores» alrededor del lugar, imágenes por satélite de alta resolución y los datos de Google Maps ha llevado a una estimación de que la capital de verano gúrida en torno al alminar tendría un tamaño de alrededor de 19,5 hectáreas.
El yacimiento arqueológico de Jam fue propuesto, con éxito, como el primer lugar Patrimonio de la Humanidad en Afganistán en 2002. También se encuentra inscrito en la lista del patrimonio mundial en peligro de la UNESCO, debido al precario estado de conservación del alminar, y los resultados del saqueo en el lugar.

## Descripción
El minarete, de sesenta y cinco metros de altura, es una torre de ladrillo esbelta y elegante que data de finales del siglo XII. Construido con ladrillo cocido consolidado con cal, está formado por cuatro secciones cilíndricas superpuestas, de tamaño y diámetro progresivamente decrecientes. 
La primera sección se apoya sobre una base octogonal de nueve metros de diámetro, y culmina a 36,6 metros de altura en un balcón reforzado con vigas de madera del que queda tan poco en la actualidad que es difícil adivinar su aspecto original. Una doble escalera de caracol recorre su interior.
La segunda sección contiene seis plataformas de planta cuadrada y techo abovedado, unidas por tramos empinados de seis estrechos peldaños empotrados en el muro circular. Cada una de las plataformas, abierta por dos lados, se apoya en cuatro ménsulas en las esquinas, y su centro está atravesado por una tolva, la primera circular y las otras cinco, cuadradas. Esta sección también está rematada por un balcón. La torre está coronada por una linterna, formada por seis arcos que sostenían una cúpula, hoy desaparecida.
El minarete está completamente recubierto por una intrincada decoración en relieve de ladrillo, estuco y tejas vidriadas; en los lugares mejor conservados se puede apreciar el exquisito trabajo, semejante al encaje.
Por debajo del primer balcón, la decoración se organiza en tres bandas; de arriba abajo, la primera está formada por cuatro filas de motivos florales; la segunda, decorada con círculos, contiene la inscripción que indica la fecha de construcción del minarete, realizada con caligrafía cúfica en esmalte azul turquesa; la tercera es una cintura de dieciséis rosetones con decoración geométrica. Bajo estas bandas, el minarete está dividido en ocho sectores, que se corresponden con los ocho lados de la base. Cada uno de ellos, decorado con altorrelieves geométricos, está rodeado por una estrecha banda de escritura cúfica. En estas orlas se desarrolla la azora de Mariam (la Virgen María), del capítulo diecinueve del Corán, que narra la vida de los profetas. El resto del minarete también está decorado con ornamentos geométricos y caligráficos.
Se cree que sirvió de inspiración para el Qutab Minar de Delhi, construido también por los gúridas. El minarete de Jam es el segundo minarete de ladrillos más alto del mundo, después del Qutub Minar. Pertenece a un grupo de unos sesenta minaretes y torres construidos entre los siglos XI y XIII en Asia Central, como el de Gazni, probablemente más como símbolos de las victorias del Islam que como simples atalayas.

## Historia

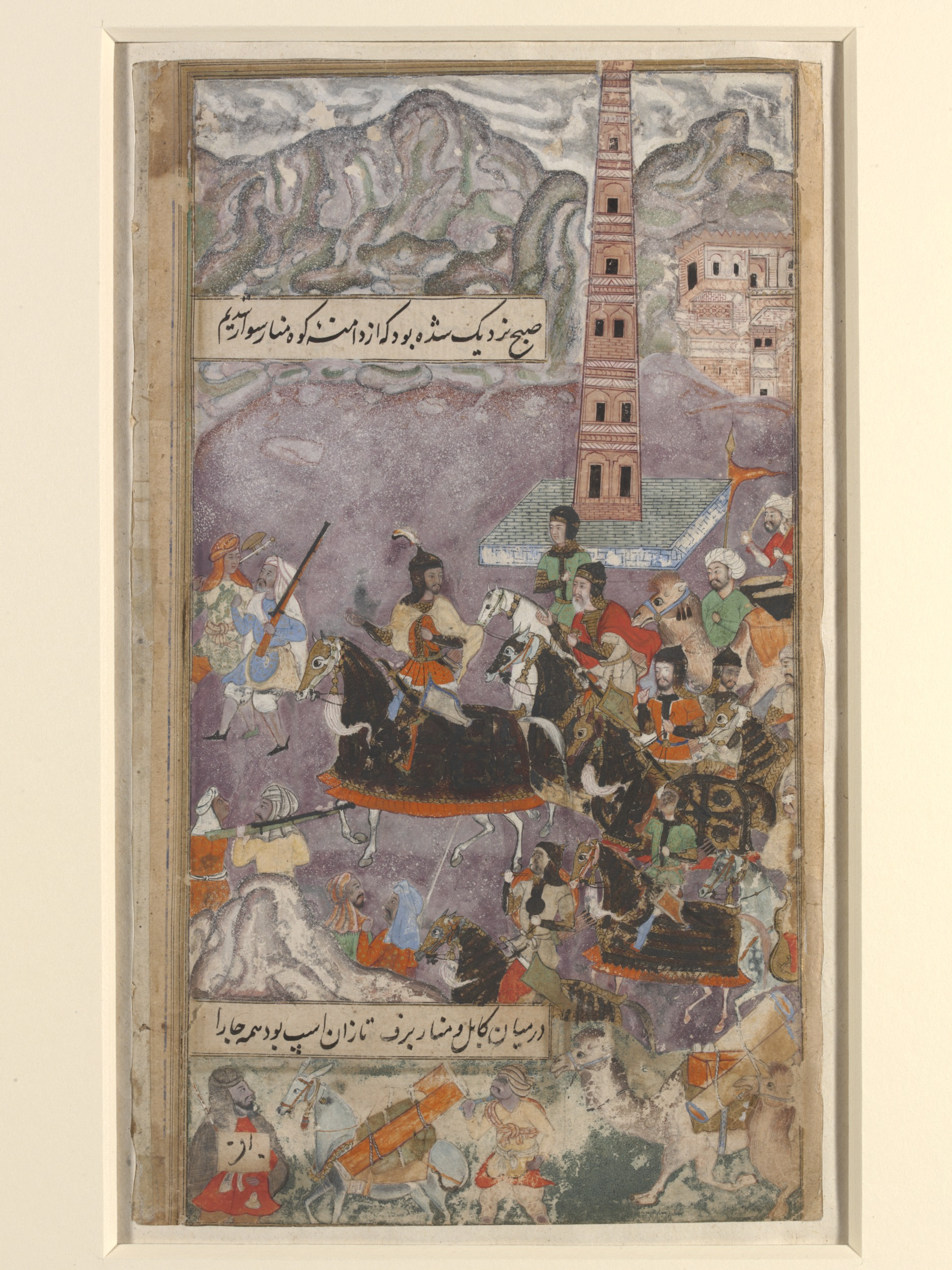
El conquistador timúrida Babur avanza hacia Jam y las montañas de Kabul.

El minarete de Jam está situado en lo que probablemente fue la capital de verano de la dinastía gurida, Firuzkuh (Firuz Koh). Durante los siglos XII y XIII, los gúridas controlaron lo que hoy es Afganistán, así como las partes orientales de Irán, Asia central, la India septentrional y partes de Pakistán.
La inscripción árabe que data el minarete no es clara, puede ser 1193/4 o 1174/5. En el primer caso, el minarete fue construido para conmemorar la victoria del sultán gurida Ghiyas ud-Din sobre los gaznavidas en 1186 en Lahore. Sin embargo, el doctor Ralph Pinder-Wilson, un arqueólogo británico y director del Instituto británico de estudios afganos en los años setenta, escribió un gran estudio de los alminares de Jam y Ghazni en el que expresa su creencia de que el alminar fue construido para conmemorar la victoria de Muhammad de Gur, hermano de Ghiyath ud-Din, sobre Prithviraj Chauhan. Esta victoria permitió al Islam difundirse hacia el norte del subcontinente indio. Pinder-Wilson creía que el alminar se había construido en el estilo de la época, que incluía una tradición de torres de victoria del primer Islam proclamando el poder conquistador del Islam.
Se asume que el alminar estaba unido a la mezquita de los viernes de Firozkoh, que el cronista gúrida Abu 'Ubayd al-Juzjani afirma que fue barrida por una inundación repentina, algún tiempo antes de los asedios mongoles a principios del siglo XIII.[cita requerida] Los trabajos realizados en Jam por el Proyecto arqueológico de Jam han encontrado evidencias de un amplio edificio con patio junto al alminar, y evidencias de sedimentos fluviales en lo alto del pavimento de ladrillo cocido.
La gloria del imperio gúrida se debilitó después de la muerte de Ghiyath ud-Din en 1202, pues se vio forzado a ceder territorios al imperio Khwarezm. Juzjani afirma que Firuzkuh fue destruida por los mongoles en 1222.
El minarete era escasamente conocido fuera de Afganistán hasta que Sir Thomas Holdich lo documentó en 1886 mientras trabajaba para la Afghan Boundary Commission (Comisión para las Fronteras Afganas). Sin embargo no llamó la atención del mundo exterior hasta 1957, gracias a los trabajos de los arqueólogos franceses André Maricq y Gaston Wiet. Más tarde, Herberg realizó algunos estudios limitados en los años 1970, y Ralph Pinder-Wilson completó su gran estudio del yacimiento en la misma década, antes de que la guerra civil afgana en 1979 volviera a aislarlo del mundo.

## Otros restos arqueológicos
Los restos arqueológicos que rodean el minarete, en la orilla septentrional del Jam, incluyen las ruinas de un 'palacio', fortificaciones, un horno de cerámica, un cementerio judío, una cisterna con sus canalizaciones y diversas inscripciones arábicas.
Las excavaciones realizadas han encontrado restos de un edificio con un gran patio junto al minarete; el pavimento del patio, de ladrillos cocidos, está cubierto de sedimentos fluviales. Se supone que el minarete pertenecía a la mezquita de Firuzkuh, que, según el cronista gurida Juzjani, fue arrasada por una riada poco antes del asedio y destrucción de la ciudad por las hordas del mongol Ugedei en 1222. Sin embargo, dado el tamaño del minarete, los restos de la mezquita resultan muy pequeños para lo que suele ser normal en la arquitectura islámica.

## Bienes inscritos por la Unesco
| Código  | Nombre                                           |
| ------- | ------------------------------------------------ |
| 211-001 | Valle del río Hari incluyendo el minarete de Jam |
| 211-002 | Cementerio judío                                 |
| 211-003 | Inscripciones arábigas                           |
| 211-004 | Reserva hídrica                                  |

## Contenido de las inscripciones
- La banda superior consiste en la confesión de fe musulmana, la shahada; «Soy testigo de que no hay más Dios que Alá (y que) Mahoma es su profeta.»
- Debajo de este, hay dos bandas superiores que forman el verso 13, sura al-Saff LXI;«Ayuda de Alá y victoria presente. Da buenas noticias (Oh, Mahoma) a los creyentes. Oh, tú el que cree.»
- La banda debajo de esta está formada por los nombres y los títulos de Ghiyath ad-Din Muhammad bin Sam
- Ubicada debajo de esta está una banda que contiene una versión ampliada de los nombres y títulos de Ghiyath ad-Din Muhammad en azulejos de mosaico turquesas.
- Un hexágono oblongo con dos líneas de naskhi por debajo, (1) «La obra de 'Ali ibn...», (2) sin descifrar
- Una inscripción, «Abu'l-Fath», muy dañada, debido a que se realizó en estuco.
- Bandas entrelazadas formadas por la sura Maryam XIX.[10]
- En dirección Norte hay una inscripción cúfica, «En la fecha del año quinientos noventa» (equivalente al 27 de diciembre de 1193 o al 16 de diciembre de 1194).[11]

## Amenazas
Este sitio ha sido inscrito en la lista del Patrimonio de la Humanidad en peligro debido a los saqueos de los restos arqueológicos y al precario estado de conservación en el que se encuentra el minarete, causado por la erosión, la infiltración de agua y las inundaciones, debidas a su proximidad a los ríos Hari y Jam. También está amenazado por los terremotos que sacuden la región con frecuencia. La torre ha comenzado a inclinarse, pero se han realizado obras de estabilización en diversas fechas.
Después de su visita en el año 2002, el explorador británico y miembro del Parlamento Rory Stewart reportó que saqueos y excavaciones ilegales también habían dañado el yacimiento arqueológico alrededor del alminar.
El 21 de julio de 2018 Pajhwok News informó de enfrentamientos entre los talibanes y las fuerzas locales en los checkpoints cerca del minarete de Jam en una escaramuza de seis horas de duración. Los militantes incendiaron los bosques alrededor del distrito histórico, dañando por lo tanto la mezquita en el proceso.
El director de Cultura e Información de Ghor, Fakhruddin Ariapoor, expresó su preocupación por la inestabilidad de la zona, afirmando que algunas partes de la zona verde estaban dañadas; y aunque el minarete siguió intacto, advirtió que si el gobierno central no otorgaba la atención debida a la seguridad del lugar, los militantes lo destruirían.

## Conservación
Desde su redescubrimiento en 1958 por exploradores franceses hasta mediados de los años setenta, se hicieron esfuerzos tanto para restaurar como para investigar científicamente el alminar y detener el procedimiento de decadencia. Sin embargo, a partir de la invasión soviética de Afganistán, no se hicieron más esfuerzos.

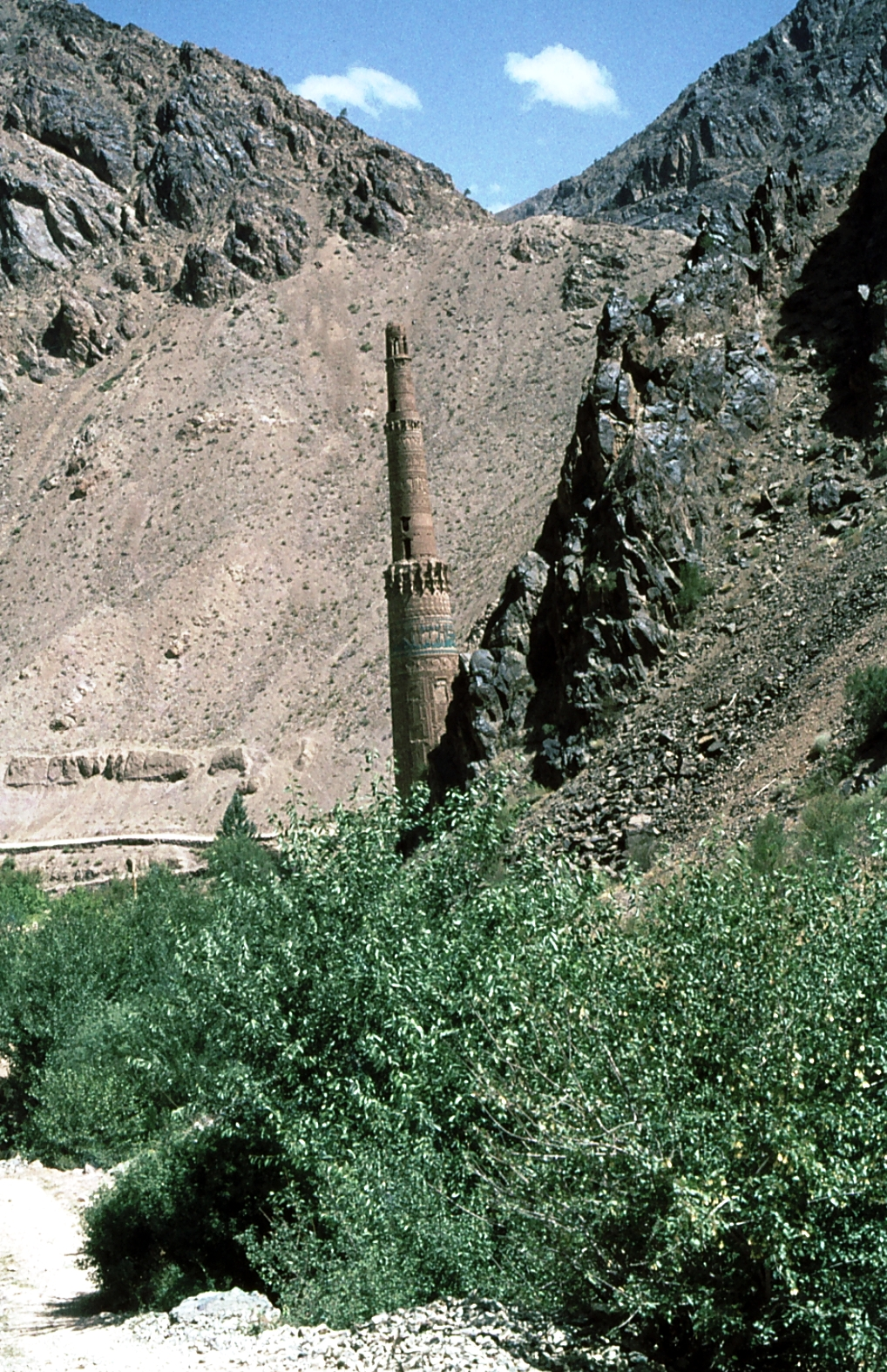

La UNESCO ha intentado lanzar programas para valorar el estado de este lugar. En 2012 la UNESCO diseñó planes para un escaneado en tres dimensiones, mediciones hidráulicas, y fortalecimiento de las vigas de apoyo y muros para mantener el alminar, y se han tomado fotos de la estructura externa para proporcionar modelos para la futura reconstrucción. Sin embargo la inestabilidad política ha llevado a una falta de fondos y no se han hecho esfuerzos de mantenimiento. Más aún, el terreno que lo rodea ha dificultado hacer más progresos en la estructura pues impide el acceso. Sin embargo estas valoraciones han proporcionado una base sólida para el mantenimiento futuro. Mientras el trabajo de campo se ha hecho difícil, los arqueólogos han analizado imágenes de satélite y datos procedentes de Google Maps para hacer nuevos descubrimientos sobre el alminar y el yacimiento que lo rodea.
Necesitan hacerse muchas cosas para ayudar a la conservación del alminar. La seguridad debería ser una prioridad, pues el saqueo es habitual en este yacimiento. De la misma manera, es importante que la gente de Afganistán se implique, pues de su interés y el compromiso con el yacimiento dependerá que se obtenga financiación para los futuros esfuerzos para la preservación.

## Galería

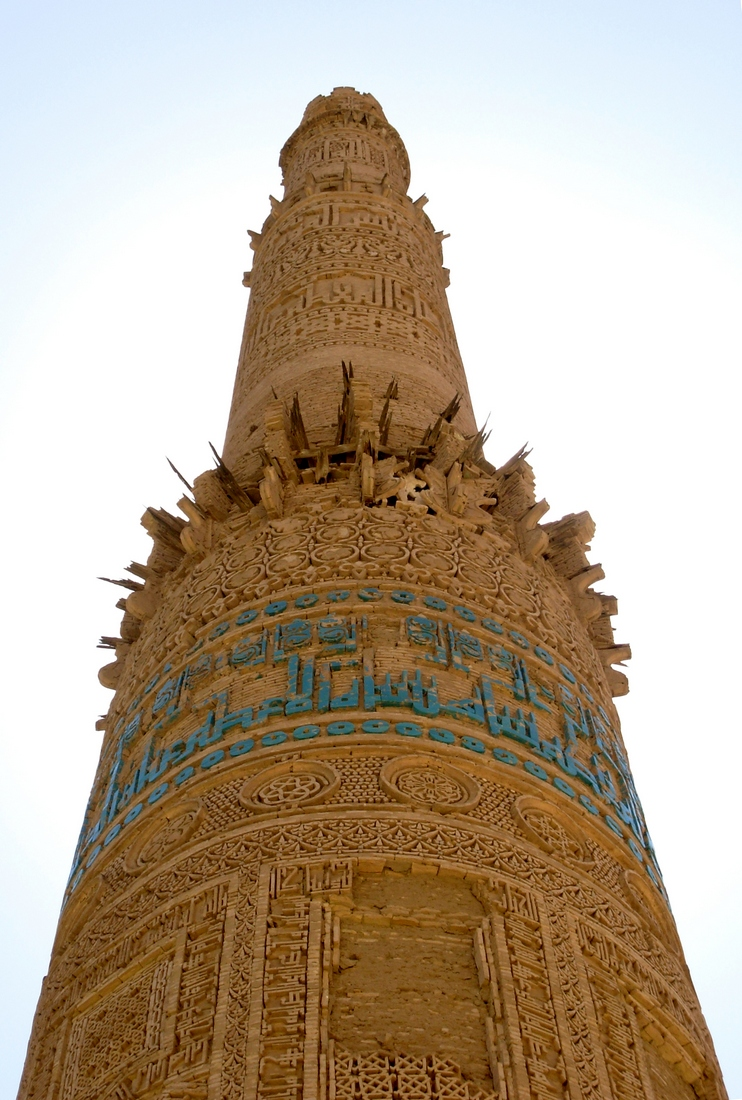
Vista detallada
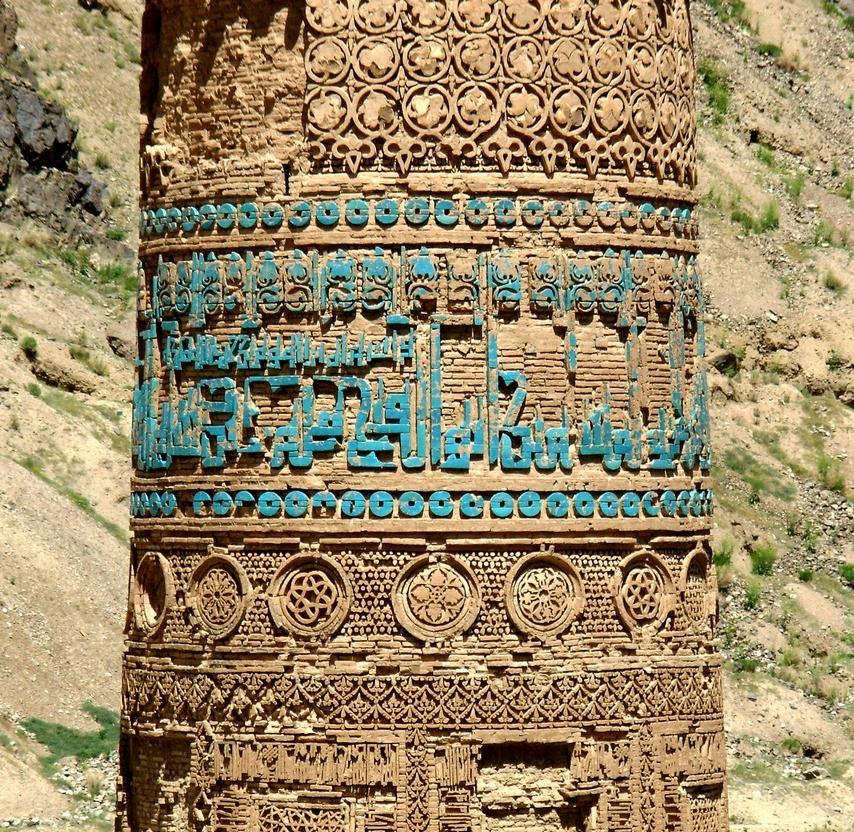
Parte de la inscripción exterior decorativa
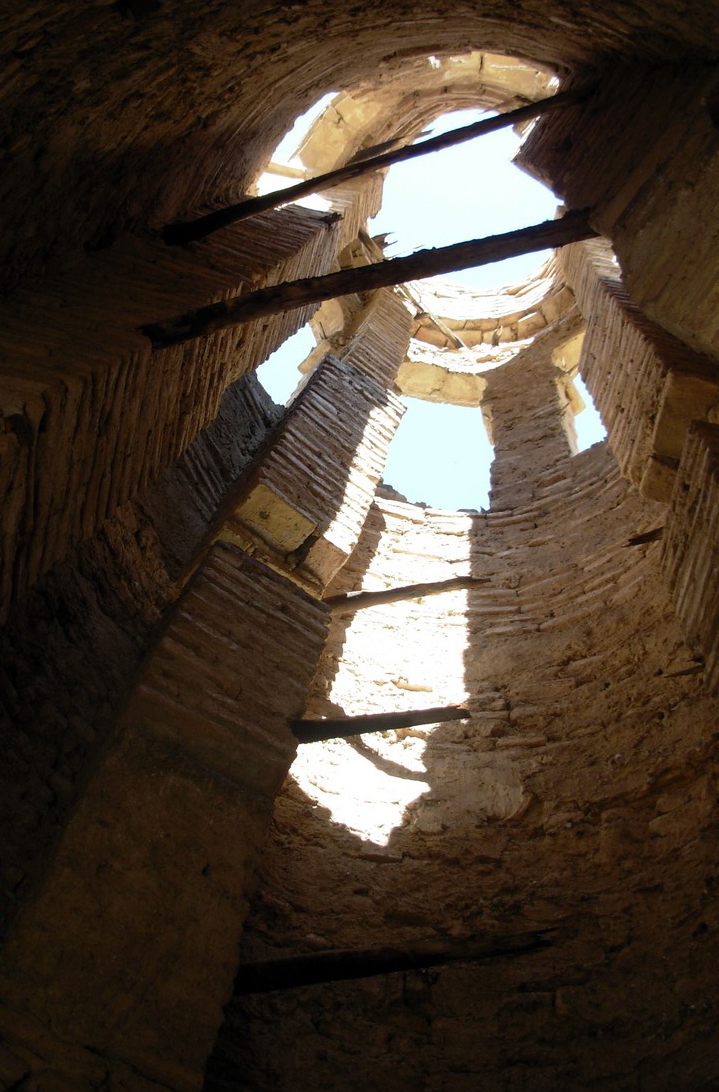
Interior
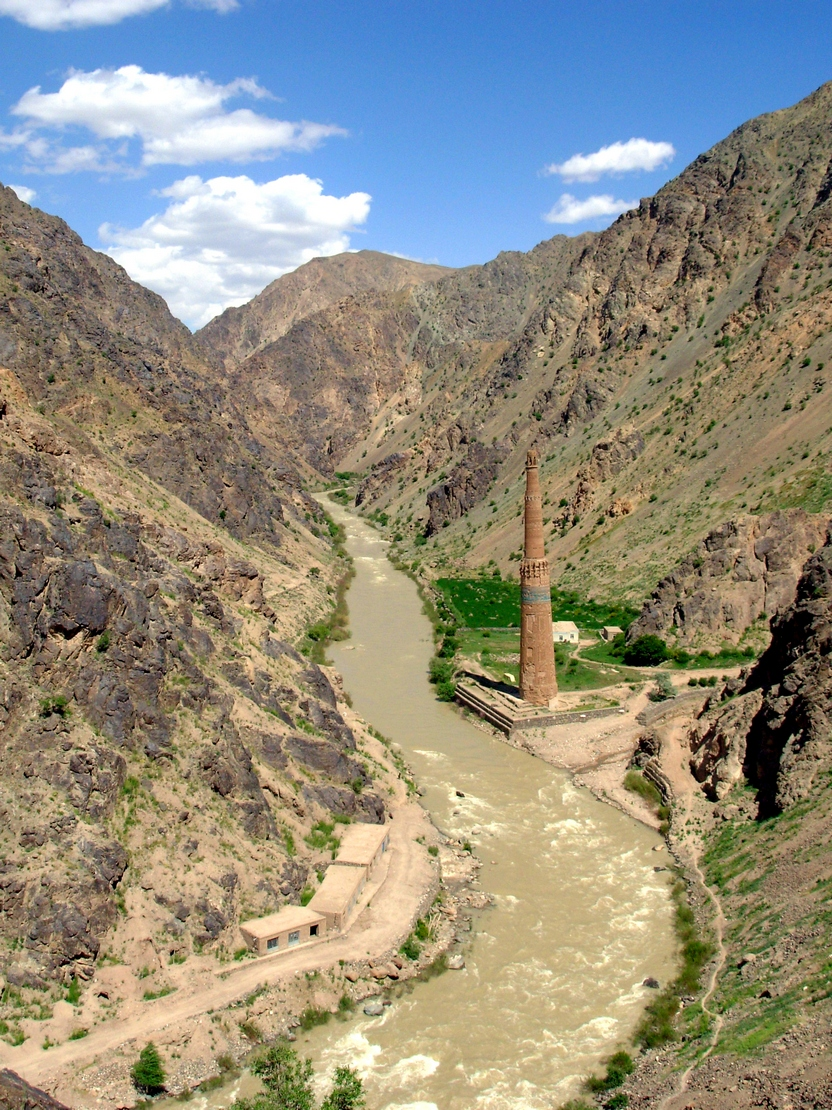
En la orilla del río Hari
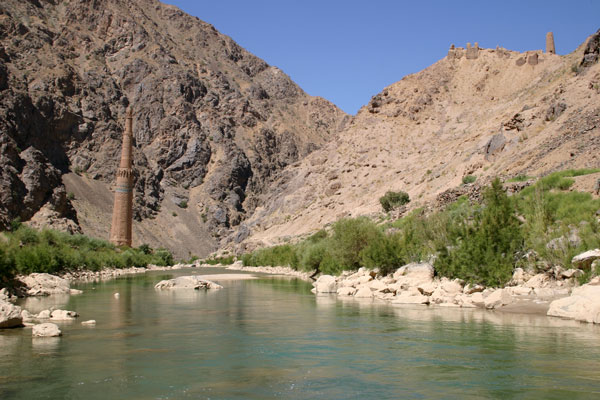
El alminar de Jam y Qasr Zarafshan, agosto de 2005